# Бенин
Бени́н (фр. Bénin [beˈnɛ̃]), полная официальная форма — Респу́блика Бени́н (фр. République du Bénin [ʁe.py.bˈlik dy beˈnɛ̃], до 1975 года Дагоме́я) — государство в Западной Африке.
Имеет выход к заливу Бенин Гвинейского залива. На севере граничит с Буркина-Фасо и Нигером, на востоке — с Нигерией, на западе — с Того. Хотя официальная столица — Порто-Ново, правительство страны размещается в Котону, самом крупном городе страны. В административном отношении делится на 12 департаментов.

## Этимология
На протяжении 280 лет на современной территории страны располагалось государство Дагомея, которое с конца XIX века было колонией Франции, а в 1960 году, при провозглашении независимости, получило название Республика Дагомея. Происхождение топонима «Дагомея» имеет несколько версий. Так, В. А. Никонов высказывал предположение, что топоним может быть образован от личного имени «Даг» и западно-суданского слова со значением «внутри, внутренности, живот», то есть «внутри Дага»; по другим сведениям — «дворец Дага». В 1975 году страна была переименована в Бенин, от этнонима народа бини (самоназвания — бини, обини, эдо, едо), давшему название королевству Ẹ̀dó-Bini, существовавшему XII—XIX веках на территории современной Нигерии.

## История
В древности на севере страны проживало племя гурма, которых затем оттеснило племя барба, пришедшее с территории современной Нигерии. На юге страны жили племена фон и аджа.
В XV веке на побережье Бенина появились португальцы.
В XVI—XVII веках были построены форты и фактории французских, голландских, английских купцов и работорговцев.
С XVII века побережье Бенина и соседние области были превращены европейцами в крупнейший район работорговли в Африке (отсюда название побережья — Невольничий берег).
В XVII веке на современной территории Бенина сложилось раннее государство Дагомея. Его население занималось в основном мотыжным земледелием. Общественный строй — переходный от первобытно-общинного к феодальному, с элементами рабовладельческого.
В XVIII веке правители Дагомеи активно занимались работорговлей, ежегодно европейским купцам продавалось, по некоторым оценкам, до 20 тыс. рабов. Это продолжалось вплоть до середины XIX века, когда работорговля была запрещена большинством европейских стран.

### Колониальный период
Дагомея противостояла французским колонизаторам с 1851, но в 1894 была окончательно покорена и стала владением Франции. В 1904 территория современного Бенина включена в состав Французской Западной Африки как колония Французская Дагомея (её границы не совпадали с границами доколониального государства Дагомея). Французские колонизаторы стали создавать промышленные предприятия (мыловаренные, швейные и др.), строить железные и шоссейные дороги.
В 1946 году Дагомея получила статус заморской территории Франции. При губернаторе стал функционировать выборный Генеральный совет. В его составе были представители африканской буржуазии, чиновничества, интеллигенции.
С 1958 — автономная Республика Дагомея в составе Французского Сообщества. Рассматривавшаяся некоторое время идея о вхождении Дагомеи в состав планировавшейся тогда и существовавшей в 1959—1960 гг. Федерации Мали (Мали и Сенегал) реализована не была.

### Период независимости
С 1 августа 1960 — независимое государство Республика Дагомея. Первым президентом независимой Дагомеи стал Мага Кутуку Юбер, установивший фактически личную диктатуру.
В конце 1963 года был совершён первый военный переворот (под руководством полковника Кристофа Согло). Была принята новая конституция, восстановлена многопартийная система, проведены президентские и парламентские выборы. Президентом был избран Марселен Жозеф Суру-Миган Апити, провозгласивший курс «социалистического пути».
В 1965 году — второй военный переворот, устроенный группой высших офицеров. В 1968 году президентом был избран Э. Зинсу, проводивший прозападный курс.
В декабре 1969 — третий военный переворот. К власти были возвращены Мага и Апити.
В октябре 1972 года майор Матьё Кереку совершил четвёртый государственный переворот, установив однопартийную систему с марксистско-ленинской идеологией и провозгласив задачей правительства построение социализма. С ноября 1974 Бенином стало править Политбюро во главе с Кереку.
С 30 ноября 1975 страна была переименована в Народную Республику Бенин.
16 января 1977 года произошло нападение группы наёмников под руководством Боба Денара с целью совершения государственного переворота, завершившееся неудачно.
В 1983 году всё население страны в возрасте от 15 до 40 лет было зачислено в Организацию революционной молодёжи (средняя продолжительность жизни в стране тогда составляла 43 года).
С 1989 года Кереку отрёкся от марксистских принципов, из официального наименования страны убрал слово «Народная». В 1991 году состоялись свободные выборы.
После демонтажа однопартийной системы, с марта 1990 — Республика Бенин.

## Население

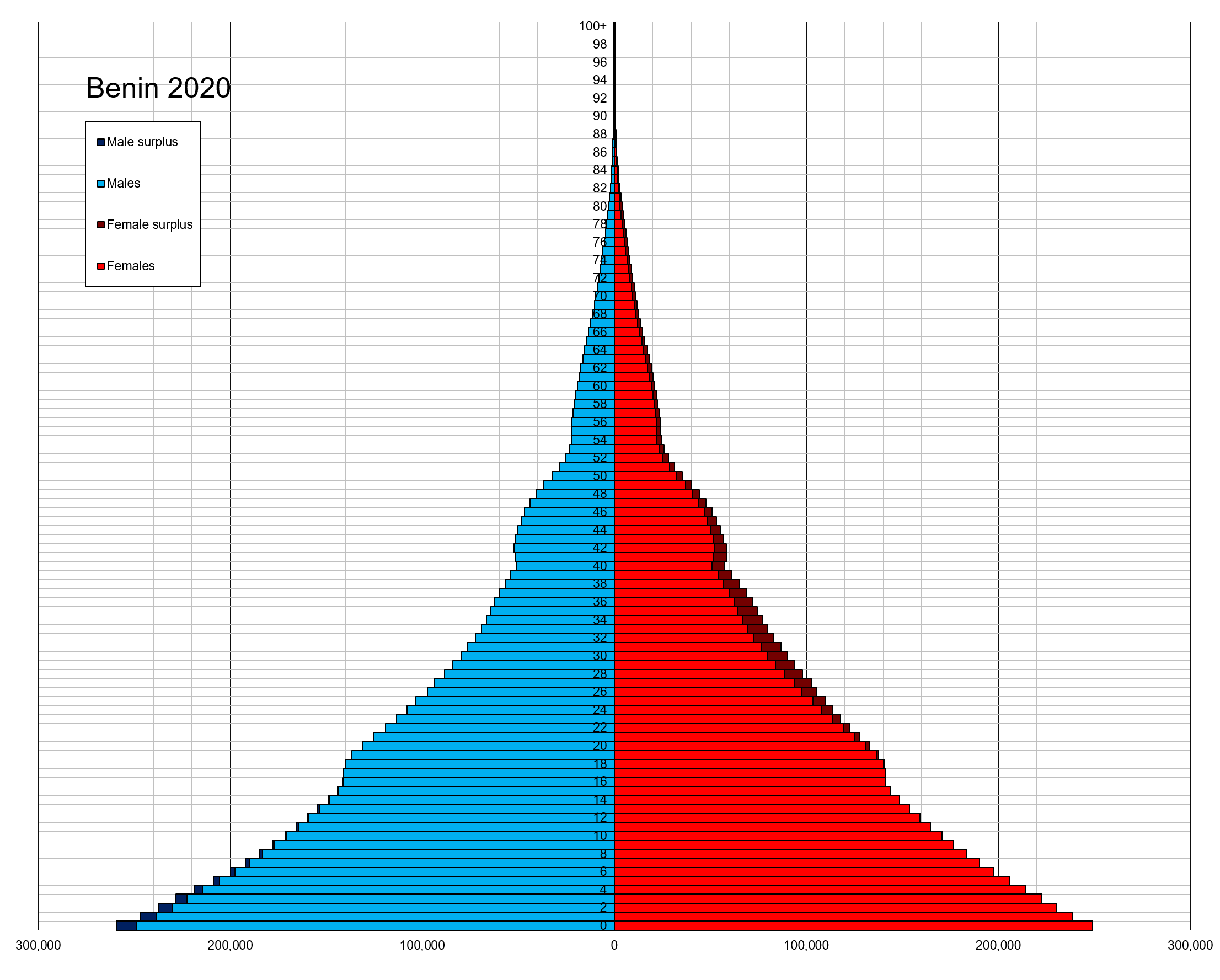
Возрастно-половая пирамида населения Бенина на 2020 год

Последняя перепись населения в Бенине проведена 11—25 мая 2013 года. По данным переписи, численность населения страны в 2013 году составила 9 983 884 человека.
Годовой прирост населения — 2,9 % (фертильность — 5,4 рождений на женщину).
Средняя продолжительность жизни — 59 лет.
Заражённость вирусом иммунодефицита (ВИЧ) — 1,2 % (оценка на 2007 год).
Этнический состав: более 60 народов, наиболее многочисленны восточные эве, к которым относятся народности фон (ок. 65 %), дагомей, барба, сомба, йоруба, буса и другие.
Языки: французский (официальный), фон и йоруба (в основном на юге страны), различные языки племён на севере страны.
Религии: христиане 48,5 %, мусульмане 27,7 %, вудуисты 11,6, другие 2,6 %, атеисты 5,8 %, традиционные верования 2,6 % (по переписи 2013 года). Большинство христиан — католики (25,5 %), протестанты составляют 13,5 %.
Грамотность населения старше 15 лет — 34,7 %, 48 % мужчин и 23 % женщин (по переписи 2002).

## География
Географически страна разделена на пять естественных областей: прибрежная область, зона плато («Ла терре де барре»), возвышенное плато с лесистой саванной на севере, холмистая область на северо-западе («Атакора») и плодородные Нигерские равнины на северо-востоке.
Общая площадь страны составляет 114,763 тыс. км².
Климат — на севере страны субэкваториальный два сезона — сухой с декабря по май и дождливый с июня по ноябрь. В южной части
климат экваториальный, с двумя сезонами дождей и двумя сухими сезонами.
Речная сеть густая. Главные реки — Веме и Моно, обе судоходны.
Растительность — в основном высокотравная саванна с акациями, пальмами дум, деревьями карите. На побережье тропические вечнозелёные леса, а также посадки масличной пальмы и тика.
Животный мир довольно богатый. В саванне обитает много антилоп и таких крупных хищников, как львы, пантеры, гепарды. Встречаются слоны и буйволы.
Полезные ископаемые
Недра страны содержат запасы нефти, мрамора.

## Административно-территориальное деление
В 1999 году было изменено административное деление страны. В каждой из 6 существовавших ранее провинций (Атакора, Атлантическая, Боргу, Веме, Зу, Моно) была выделена новая административная единица. Таким образом, сейчас страна разделена на 12 департаментов, которые в свою очередь включают в себя 77 коммун.

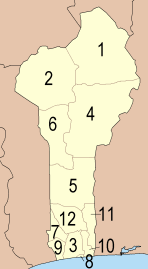
Департаменты Бенина

| №  | Название на русском | Название на французском | Административный центр | Число коммун | Площадь, км² | Население (2013), чел. | Плотност чел/км² | Карта |
| -- | ------------------- | ----------------------- | ---------------------- | ------------ | ------------ | ---------------------- | ---------------- | ----- |
| 1  | Алибори             | Alibori                 | Канди                  | 6            | 26 242       | 868 046                | 33,1             |       |
| 2  | Атакора             | Atacora                 | Натитингу              | 9            | 20 499       | 769 337                | 37,5             |       |
| 3  | Атлантический       | Atlantique              | Вида                   | 8            | 3233         | 1 396 548              | 432,0            |       |
| 4  | Боргу               | Borgou                  | Параку                 | 8            | 25 856       | 1 202 095              | 46,5             |       |
| 5  | Коллин              | Collines                | Даса-Зуме              | 6            | 13 931       | 716 558                | 51,4             |       |
| 7  | Куффо               | Couffo                  | Догбо-Тота             | 5            | 2404         | 741 895                | 308,6            |       |
| 6  | Донга               | Donga                   | Джугу                  | 5            | 11 126       | 542 605                | 48,8             |       |
| 8  | Литораль            | Littoral                | Котону                 | 1            | 79           | 678 874                | 8 593,3          |       |
| 9  | Моно                | Mono                    | Локоса                 | 6            | 1605         | 495 307                | 308,6            |       |
| 10 | Веме                | Ouémé                   | Порто-Ново             | 9            | 1281         | 1 096 850              | 856,2            |       |
| 11 | Плато               | Plateaux                | Сакете                 | 5            | 3264         | 624 146                | 191,2            |       |
| 12 | Зу                  | Zou                     | Абомей                 | 9            | 5243         | 851 623                | 162,4            |       |

## Политическое устройство
Бенин является президентской республикой с многопартийной системой. Президент Бенина одновременно является главой государства и главой правительства. Исполнительная власть осуществляется правительством. Законодательная власть принадлежит как правительству, так и парламенту. Судебная власть независима. Действующая конституция Бенина принята в 1990 году.
Согласно Economist Intelligence Unit страна в 2018 была классифицирована по индексу демократии как гибридный режим.

## Климат
Субэкваториальный в северной части страны, экваториальный в южной части, с двумя сезонами дождей (с марта по июль и с конца сентября до начала ноября). В этот период выпадает 800—1300 мм осадков и очень высокая влажность воздуха. Среднемесячные температуры воздуха колеблются от +24 °C до +27 °C. На севере страны чётко выражены два сезона — сухой (с декабря по апрель-май) и дождливый (с июня по ноябрь). Средняя температура января +25 °C, июля +32 °C, осадков меньше, чем на юге — 750—1250 мм, часты засухи. Лучшее время для посещения страны — с декабря по март, что связано не только с наиболее благоприятными климатическими условиями в это время, но и с многочисленными празднествами, проводимыми в этот период.

## Экономика
Бенин — слаборазвитое аграрное государство. Экономика основана на натуральном сельском хозяйстве (кукуруза, тапиока, ямс) и на выращивании хлопчатника. Хлопок является одной из основных товарных культур, в 2014 году производство хлопка достигло 600 тыс. стандартных 480-фунтовых тюков (217,72 кг), 17-е место в мире. Второй по важности товарной культурой являются орехи кешью за 2015/2016 годы объём урожая оценивался в 125 тыс. тонн.
В стране имеются месторождения нефти и газа, но они не эксплуатируются. Другие известные природные ресурсы — железная руда, золото, фосфориты, мрамор и лес (разработка незначительна).
Разведывательные работы международных золотодобывающих компаний в Бенине выявили 39 важнейших месторождений золота (многие из которых удалось найти  с помощью спутника). Объём добычи золота составляет около 500 кг в год.
Электроэнергия в основном импортируется из Ганы.
Экспортные товары (1,11 млрд долл. в 2016) — золото, хлопок, орехи кешью, фрукты, пальмовое масло, лесоматериалы, нефтепродукты (реэкспорт).
Основные покупатели (в 2016 году) — ОАЭ (27 %), Индия (17 %), Ливан (6,6 %), Мали (6,6 %), Китай (5,3 %).
Импорт (1,8 млрд долл. в 2016) — продовольствие (главным образом рис и мясные продукты), промышленные товары, топливо и проч.
Основные поставщики (в 2016 году) — Китай (27 %), Таиланд (11 %), Индия (10 %), Франция (5,3 %).
Власти Бенина планируют привлечь иностранные инвестиции, в первую очередь для развития туристического бизнеса.

## Транспорт
- Большая часть международной торговли осуществляется через морской порт Котону.
- Аэропорт Каджехоун обеспечивает воздушное сообщение с городами Африки и несколькими пунктами вне её.
- В Бенине с 1906 года функционируют железные дороги, имеются проекты их соединения с железными дорогами соседних стран, на основе колеи шириной 1000 мм, либо — 1435 мм.
- Быстро расширяется сеть автомобильных дорог.

## Здравоохранение
В течение 1980-х годов менее 30 % населения имели доступ к медицинскому обслуживанию. Уровень смертности детей в возрасте до 5 лет в Бенине был одним из самых высоких в мире. Уровень младенческой смертности составлял 203 смерти на 1000 новорождённых. Только одна из трёх матерей имела доступ к детскому медицинскому обслуживанию. Инициатива Бамако по реформе здравоохранения позволила существенно изменить ситуацию. Стратегия комплексного подхода к реформе всех областей здравоохранения позволила улучшить показатели медицинского обслуживания, а также его эффективность и стоимость.

## Культура
Бенинская литература имела глубокие устные традиции задолго до того, как французский стал доминирующим языком. В 1929 году Феликс Кучо написал первый бенинский роман — «Рабство». Из более современных писателей можно выделить таких авторов, как Жан Плийа и Флоран Куао-Зотти.

## СМИ
Государственная телерадиокомпания ORTB (Office de Radiodiffusion et Télévision du Bénin — «Управление радиовещания и телевидения Бенина») создана 20 октября 1972 года. Первая в Бенине радиостанция La chaîne nationale (входит в ORTB) была запущена SORAFOM 7 марта 1953 года как Radio Dahomey, 1 апреля 1983 года была запущена сеть региональных радиостанций Radio Parakou. 31 декабря 1978 года был запущен первый в Бенине телеканал ORTB Télévision nationale.